# Hyadina
Hyadina is een vliegengeslacht uit de familie van de oevervliegen (Ephydridae).

## Soorten
- H. agostinhoi (Frey, 1945)
- H. albovenosa Coquillett, 1900
- H. binotata (Cresson, 1926)
- H. corona (Cresson, 1926)
- H. fenestrata Becker, 1903
- H. furva (Cresson, 1926)
- H. guttata (Fallen, 1813)
- H. humeralis Becker, 1896
- H. minima (Papp, 1975)
- H. nigricornis Frey, 1930
- H. pollinosa Oldenberg, 1923
- H. pruinosa (Cresson, 1926)
- H. rufipes (Meigen, 1830)
- H. scutellata (Haliday, 1839)
- H. subnitida Sturtevant and Wheeler, 1954
- H. vockerothi Clausen, 1984